# Železniško postajališče Bohinjska Bela
Železniško postajališče Bohinjska Bela je eno izmed železniških postajališč v Sloveniji, ki oskrbuje bližnje naselje Bohinjska Bela.